# Juticalpa (departementshuvudort)
Juticalpa är en departementshuvudort i Honduras. Den ligger i departementet Departamento de Olancho, i den centrala delen av landet, 120 km nordost om huvudstaden Tegucigalpa. Juticalpa ligger 391 meter över havet och antalet invånare är 33 686.
Terrängen runt Juticalpa är varierad. Runt Juticalpa är det ganska glesbefolkat, med 45 invånare per kvadratkilometer. Juticalpa är det största samhället i trakten. Omgivningarna runt Juticalpa är en mosaik av jordbruksmark och naturlig växtlighet.